# 普里奧焦爾斯克
61°02′N 30°07′E / 61.033°N 30.117°E

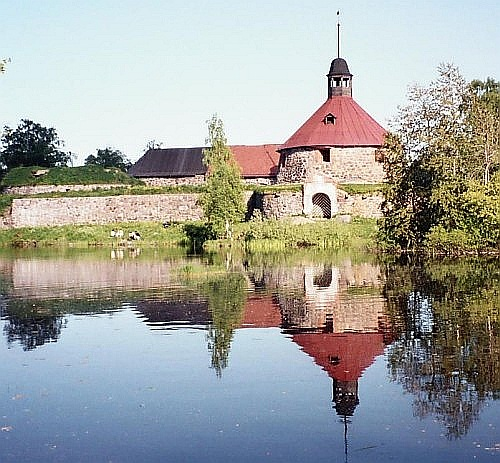
該城的主要地標科雷拉要塞

普里奧焦爾斯克（俄语：Приозе́рск）是俄羅斯列寧格勒州的一個城市，位於聖彼得堡西北145公里的拉多加湖畔。2002年人口為20,506人。
12世紀建立。1940年根據《莫斯科和平協定》由芬蘭割讓予蘇聯。1948年由凯基萨尔米/凯克斯霍尔姆改為現名。